# 劉亜男 (陸上選手)
劉 亜男（りゅう あだん、1987年1月18日 - ）は中国の女子陸上競技選手。専門は三段跳。
2010年にテヘランで開催されたアジア室内陸上競技選手権大会に出場し、三段跳びで金メダルを獲得した。

## 自己ベスト
- 三段跳 - 14m09  (2009年9月20日、上海市)